# Marco Polo Cycling Team/Saison 2010
Dieser Artikel listet Erfolge und Mannschaft des Radsportteams Marco Polo in der Saison 2010 auf.

## Saison 2010

### Zugänge – Abgänge
| Zugänge              | Team 2009          | Abgänge                    | Team 2010        |
| -------------------- | ------------------ | -------------------------- | ---------------- |
| Sven De Weerdt       | Cinelli-Down Under | Fuyu Li                    | Team RadioShack  |
| Daniel Abraham Gebru | Neoprofi           | Yandong Xing               | Holy Brother     |
| Khalid Boulida       | Neoprofi           | Jacobus Venter             | MTN Energade     |
| Brad Hall            | Neoprofi           | Eric van de Meent          | Qin Cycling Team |
| Jonathan Lovelock    | Neoprofi           | James Spragg               | Qin Cycling Team |
|                      |                    | Jacques Janse van Rensburg | Team DCM         |
|                      |                    | Bart Brentjens             | Unbekannt        |
|                      |                    | Genta Nakamura             | Unbekannt        |
|                      |                    | Toyohiro Oka               | Unbekannt        |
|                      |                    | Jelmer Pietersma           | Unbekannt        |
|                      |                    | Yuya Sasaki                | Unbekannt        |
|                      |                    | Yu Takenouchi              | Unbekannt        |

### Mannschaft
| Name                 | Geburtstag        | Nationalität        |              |
| -------------------- | ----------------- | ------------------- | ------------ |
| Daniel Abraham       | 11. Februar 1985  | Eritrea             |              |
| Ahmad Haidar Anuawar | 25. April 1986    | Malaysia            |              |
| Léon van Bon         | 28. Januar 1972   | Niederlande         |              |
| Khalid Boulida       | 20. Oktober 1991  | Niederlande         |              |
| Sven De Weerdt       | 29. März 1978     | Belgien             |              |
| Brad Hall            | 17. Juni 1978     | Australien          |              |
| Yilin Liu            | 7. Januar 1985    | Volksrepublik China |              |
| Sea Keong Loh        | 2. November 1986  | Malaysia            |              |
| Jonathan Lovelock    | 23. Oktober 1989  | Australien          |              |
| Wang Meiyin          | 26. Dezember 1988 | Volksrepublik China |              |
| Fu Xing              | 26. Januar 1988   | Volksrepublik China |              |
| Stagiaires           | Stagiaires        | Nationalität        | Nationalität |
| Tim Gebauer          | Tim Gebauer       | Deutschland         |              |
| Pavel Stuchlik       | Pavel Stuchlik    | Tschechien          |              |